# نيفولوماب/ريلاتليماب
نيفولوماب/ريلاتليماب(Nivolumab/relatlimab )، الذي يباع تحت الإسم التجاري أوبدوالاغ(Opdualag )، هو مزيج من الأدوية يستخدم لعلاج سرطان الجلد.  تحديدا في الحالات التي لا يمكن علاجها بالجراحة وحدها و يكون تعبير PD-L1 أقل من 1%.   و يعطى عن طريق الحقن التدريجي في الوريد. 
تشمل الآثار الجانبية الشائعة لهذا العقار على؛ آلام العضلات و التعب و الطفح الجلدي و الحكة و الإسهال.  كما و قد تشمل الآثار الجانبية الأخرى الاضطرابات المناعية مثل الالتهاب الرئوي والتهاب القولون. و ردود الفعل التسريبية.  أما استخدامه أثناء الحمل فقد يضر الجنين.  إنه يحتوي على اثنين من الأجسام المضادة وحيدة النسيلة. نيفولوماب، وهو مانع مستقبلات الموت المبرمج -1 (PD-1)، و ريلاتليماب ، مانع تنشيط الخلايا الليمفاوية -3 (LAG-3).  
تمت الموافقة على التركيبة للاستخدام الطبي في الولايات المتحدة و كذلك أوروبا في عام 2022.   ولم تتم الموافقة عليه في المملكة المتحدة اعتبارًا من عام 2022.  أما في الولايات المتحدة تبلغ تكلفة العلاج به حوالي 29000 دولار أمريكي كل 4 أسابيع اعتبارًا من عام 2022. 